# Rokiškis
Rokiškis er en by i det centrale Litauen med et indbyggertal på 14.947(2011). Byen er hovedsæde i Rokiškis distriktskommune, der ligger i Panevėžys apskritis, tæt ved grænsen til nabolandet Letland.

## Navn
Legenden om grundlæggelsen af Rokiskis fortæller om en jæger kaldet Rokas, der havde været på jagt efter harer (litauisk: kiškis). Byer, der ender på "-kiškis", er almindelige i regionen.

## Våbenskjold
Den nuværende våbenskjold blev godkendt i 1993. Skjoldet er opdelt i kvadranter, tre kvadranter skildrer de tre familier, der regerede byen: Kandelaberen repræsenterer Kroszinski familien, tyren er symbol på Tyzenhaus-familien, og de tre bjælker med den franske lilje repræsenterer Przezdziecki familien. Det fjerde kvadrant viser orgelet i Skt. Matthias kirken.

## Historie
Byen blev første gang nævnt i 1499. I første omgang var det fyrst Kroszinskis bopæl, senere byggede Tyzenhaus-familien den neogotiske kirke Skt. Matthias og en herregård, der er velbevaret, og huser Rokiskis Museum. Byen blev anlagt efter en klassicistisk plan.
Rokiskis var en del af Storfyrstendømmet Litauen og Den polsk-litauiske realunion indtil 1795, da Litauen blev annekteret af det russiske imperium. Rokiskis indgik i Vilna guvernement indtil 1843, hvor Novo-Alexandrovsk distrikt (uyezd) blev overført til det nyetablerede Kovno guvernement.
Byen begyndte at vokse i 1873, da jernbanen, der forbinder Daugavpils mod øst med den isfri baltiske havn Liepaja, blev bygget.
I sommeren 1915 besatte den tyske hær byen. Da krigen sluttede, blev området en del af den nye republik Litauen. Rokiškis fik byrettigheder i 1920. På grund af Litauens belastede forhold til de nærliggende nyoprettede republikker Polen og Letland, blev Rokiškis økonomisk isoleret i mellemkrigstiden.

## Industri
Beliggende ved Daugavpils-Liepaja jernbanen tjente Rokiškis som handelscentrum for et stort landområde i løbet af 1800-tallet. Jernbanestationen anvendtes til eksport af blandt andet træ, korn, og hør. Rokiškis er kendt for sine oste. "Rokiškio sūris" er en af de største osteproducenter i Litauen. Rokiškio sūris er vokset fra et lille lokalt mejeri etableret i 1925. I 1964 byggede sovjet et specialiseret ostemejeri. I 2008 efter rekonstruktion og udenlandske investeringer, nåede salget 495 millioner litas (ca. 143 millioner €). 60 % af produktionen sælges på udenlandske markeder. Virksomheden er en meget vigtig arbejdsgiver i regionen. SEB og Swedbank ejer tilsammen næsten 20 % af aktierne i selskabet.

## Jødisk historie
Der var et levende jødisk samfund i Rokiškis gennem hundreder af år. I 1847 var der 593 jøder i byen og i 1897 2.067, ca. 75 % af den samlede befolkning.
I maj 1915, under første verdenskrig, blev jøder i det centrale Litauen tvangsdeporteret mod øst af den zaristiske regering. Selvom jøderne i Rokiškis-området ikke var omfattet af udvisningen, som de russiske styrker trak sig tilbage kosakker der gør tjeneste i en bagtrop kapacitet terroriserede jøderne i det nordøstlige Litauen, og de fleste af jøderne i Rokiškis flygtede til det indre Rusland. Tyskerne besatte Rokiškis indtil 1918.
Da verdenskrigen sluttede, og Republikken Litauen blev etableret, fik de litauiske jøder lov til at vende hjem. Det jødiske samfund i Rokiškis talte 2.013 i 1923. Rokiškis udviklede sig hurtigt efter første verdenskrig, men under nye økonomiske betingelser. Før krigen kunne Rokiškis handle med det nærliggende Daugavpils, som byen var forbundet med via jernbanelinje. I løbet af 1920'erne blev Litauens grænse til Letland imidlertid lukket. Som et resultat, øgedes handelen med byerne i vest, Panevezys, Siauliai og Kaunas, der var forbundet med jernbanelinjer. Der var også en smalsporet jernbanelinje til Pandelys / Ponidel.) Før første verdenskrig havde kun 3 butikker ikke-jødiske ejere. Efter krigen bosatte mange litauere fra de omkringliggende landsbyer sig i Rokiškis og åbnede butikker. Litauiske andelsselskaber opstod, handel med hør og andre produkter blev nationaliseret, og andre faktorer forårsagede en alvorlig økonomisk nedgang for jøderne. Mange jødiske virksomheder gik konkurs i 1925, og mellem 1926 og 1930 emigrerede mange jødiske familier til Sydafrika, USA og Palæstina. I 1939 var der 3.500 jøder i Rokiškis, 40 % af den samlede befolkning. De fleste var Habad Hasidim, en jødisk sekt, der minder om kabbalisme. Under Litauens uafhængighed (1918-1940) var der to hebraiske skoler i byen.
Da Nazi-Tyskland angreb Sovjetunionen om 21-22 juni 1941 blev Litauen hurtigt besat. Tyskerne bragte snart styrker ind, der, med bistand af litauiske pronazistiske paramilitære styrker, anholdt og myrdede jøderne. Jøderne i Rokiškis og omegn blev myrdet i en nærliggende skov lige nord for Bajorai, tæt på vejen til Juodupė og Lukštai. I den officielle tyske rapport, Jägerrapporten, hedder det at i alt 3.207 jøder blev dræbt den 15.-16. august 1941. Andre jøder blev deporteret til ghettoen i Joniškis og dræbt dér.